# Нововоскресенка
Нововоскресе́нка — село в Україні, у Веселинівській селищній громаді Вознесенського району Миколаївської області. Населення становить 273 осіб. До 2016 року орган місцевого самоврядування — Луб'янська сільська рада.

## Населення

### Мова
Розподіл населення за рідною мовою за даними перепису 2001 року:
| Мова       | Кількість | Відсоток |
| ---------- | --------- | -------- |
| українська | 270       | 98.89%   |
| російська  | 1         | 0.37%    |
| білоруська | 1         | 0.37%    |
| румунська  | 1         | 0.37%    |
| Усього     | 625       | 100%     |

## Постаті
- Фігурський Артур Сергійович (1987—2014) — сержант Збройних сил України, учасник російсько-української війни.